# Енріке IV
Енріке IV  (ісп. Enrique IV; 5 січня 1425 —11 грудня 1474) — король Кастилії і Леону у 1454-1474 роках. Прізвисько — Безсилий (ісп. el Impotente).

## Біографія

### Молоді роки
Походив з династії Трастамара. Син Хуана II, короля Кастилії і Леону, та Марії Арагонської. При народженні отримав титул принца Астурійського. Виховання і освіту проходив під орудою Альваро де Луна. В цей час найближчим товаришем майбутнього короля був Хуан Пачеко. З 1445 року став інтригувати проти де Луна, в цьому отримав підтримку мачухи Ізабелли Португальської.

### Королювання
Подібно до батька Енріке IV не виявляв ніякого завзяття в державних справах, поставивши на чолі адміністрації Хуана і Педро Пачеко. У віці п'ятнадцяти років (1440 рік) був повінчаний з Бланкою, але після тринадцяти років шлюбу вона так і залишилася незайманою, що підтвердила офіційна експертиза. Папа Римський дав подружжю розлучення з причини обопільного безсилля. Протягом 1455—1456 років намагався встановити мирні стосунки з сусідніми християнськими державами. Було укладено союзи з Наваррою, Арагоном і Францією.
1455 року Енріке IV повторно одружився з Хуаною Португальською (1456 року укладено союз з Португалії в Елваші), але з нею історія повторилася. Більш того, королева вступила в зв'язок з придворним красенем Бельтраном де ла Куева. Коли ж у неї народилася донька Хуана, виникли цілком обґрунтовані питання про батьківство інфанти. Кортеси оголосили Хуану спадкоємицею трону, але багато грандів відмовилися визнавати це рішення і підняли заколот.
Протягом 1455—1458 років за наказом короля здійснено низку походів проти Гранадського емірату, але зайняти якусь територію кастильцям не вдалося. Ця невдача посилила невдоволення знаті королем. У 1458 році Хуан II, король Арагону, став підтримувати аристократичну опозицію в Кастилії і Леоні, що погіршило становище Енріке IV.
У 1460 році удова Альваро де Луна при підтримці роду Мендоса почала заколот, перетягнувши багато родів грандів, утворивши Лігу Знаті. У відповідь Енріке IV вдерся до Наварри, підтримуючи права Карла, принца Віанського. Кастильцям вдалося зайняти більшу частину країни, але Енріке IV не став саджати на трон Карла, уклавши мир з Лігою Знаті, щоб не дати втрутитися Арагону до Кастилії. Водночас підбурив повстання в Каталонії, але повністю зайняти цю землю не вдалося. Зрештою у 1462 році укладено мир з Арагонським королівством.
1465 року на з'їзді в Авілі вони оголосили Енріке IV позбавленим влади і проголосили своїм королем його зведеного брата Альфонсо. Південні провінції королівства підтримали ворохобників, але північні залишилися вірні королю. Після двох років війни Альфонсо несподівано помер, чи то від хвороби, чи то від отрути.
Тоді заколотники вирішили оголосити королевою сестру короля — Ізабелу, але та відмовилася порушувати права брата. При її посередництві в 1468 році у Тортосі було укладено мир, за яким Енріке IV зберігав корону, але визнавав спадкоємицею Ізабеллу. Втім наступного року до незадоволення брата та вийшла заміж за Фердинанда II Арагонського, і король знову визнав спадкоємицею доньку.
Війна поновилася з новою силою, у 1473 році була спроба укласти мир в Сеговії, але в розпал цих подій Енріке IV помер у Мадриді у 1474 році. За однією з версій від отруєння. Владу успадкувала сестра Ізабелла.

## Сім'я
Першаа дружина: Бланка, донька Хуана II Трастамара, короля Арагону
Друга дружина: Жуана (1439—1475), донька португальського короля Дуарте.
- Донька: Хуана (1462—1530) , дружина Афонсу V, короля Португалії.